# Lena Malmsjö
Lena Margareta Malmsjö, född Ericson den 7 maj 1934  i Katarina församling i Stockholm, död den 23 december 2004 i Stockholm, var en svensk dansare, produktionsledare och rektor. 
Malmsjö var engagerad som dansös i Operabaletten mellan 1950 och 1961. Hon blev rektor för Danshögskolan i Stockholm 1976. Hon var medlem i Kulturrådet, Konstnärsnämnden och Svenska Teaterunionen. Hon var mellan 1953 och 1964 gift med Jan Malmsjö samt är mor till Peter Malmsjö. Hon har dessutom lett TV-program om sex- och samlevnadsundervisning. Hon var en av producenterna bakom Vilgot Sjömans omdebatterade film Jag är nyfiken – gul 1967. Malmsjö är gravsatt i minneslunden på Boo kyrkogård.

## Filmografi
- 1952 – Eldfågeln
- 1952 – Flyg-Bom